# La Baliza
La Baliza, ou simplesmente Baliza, é o nome dado pelos mapas espanhóis coloniais a um território que abrangia o atual Belize durante o domínio espanhol da região (1507-1821), até a independência de Nueva España a qual pertencia Belize, sendo este território incorporado ao Reino Unido oficialmente em 1862. O nome da região deveu-se provavelmente a existência confirmada de varias balizas nas costas, que serviam para indicar aos navegantes espanhóis as áreas ocupadas por recifes, escolhos e bancos de areia ou que guiavam bucaneiros britânicos ao "centro comum" depois de ter conseguido escapar das perseguições. La Baliza foi ocupada pelos britânicos a partir do mesmo século XVI, o que afetaria o domínio espanhol da região - mais oficialmente do que na prática, uma vez que eram poucos os espanhóis lá residentes - provocando uma série de conflitos entre os dois países, que foram baseados nas tentativas espanholas de expulsar os britânicos da colônia, pertencente, então, à Capitania Geral da Guatemala. Com o tempo, os britânicos foram ganhando direitos em áreas de assentamento de Belize através de vários tratados firmados com a Espanha. No entanto, Belize não seria considerado oficialmente britânico até 1862, mais de 40 anos após a independência de Nueva España (1821). A aquisição britânica ainda não é reconhecida nem pela Guatemala nem pelo México.